# Serratus anterior

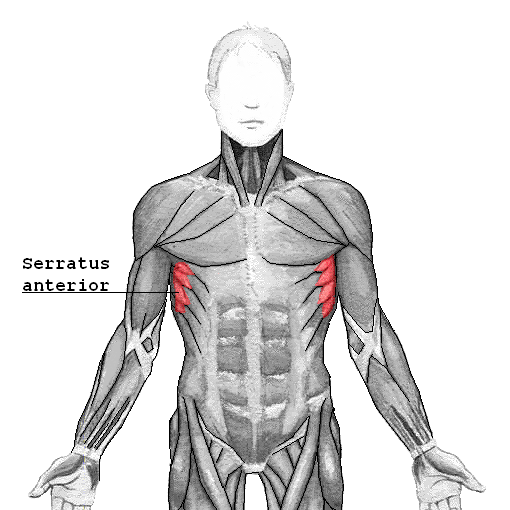
Serratus anterior

Serratus anterior, främre sågmuskeln eller boxarmuskeln,  är en muskel som täcker bröstkorgens laterala parti. Denna muskel tar hand om axelns positionering uppåt och snett uppåt framåt och dess antagonist är trapezius. Den har sin övre infästning i axeln och de nedre i revben 1 - 9. Det finns ett antal överlappande synergister till serratus anterior och dessa är pectoralis minor och pectoralis major.

## Styrketräning
Det krävs en del försök innan en perfekt övning kan utformas för att isolera serratus anterior, men pullovers med z-stång som hålls med axelbrett grepp aktiverar muskeln till stor del. Dock så kommer man inte ifrån att Latissimus dorsi och Teres major utgör en stor hjälp i pulloverövningen. Aktivering av Serratus görs enklast genom att i exempelvis bänkpress fortsätta rörelsen genom att trycka skulderbladen i samma riktning som pressrörelsen.